# Jeremy Evans
Jeremy D Evans (* 27. Oktober 1987 in Crossett, Arkansas) ist ein US-amerikanischer Basketballspieler.

## Karriere
Evans spielte vier Jahre für die Mannschaft der Western Kentucky University und beendete seine Zeit in der NCAA als bester Shotblocker der Mannschaftsgeschichte. Im NBA-Draft 2010 wurde er von den Utah Jazz an Position 55 ausgewählt.
Beim NBA All-Star Weekend 2012 nahm Evans als Nachrücker für den verletzten Iman Shumpert, am Dunking-Wettbewerb teil und gewann diesen vor Paul George. Nach der Saison 2011/12 verlängerte Evans seinen Vertrag in Utah um drei Jahre. 2013 nahm er erneut am Dunk-Wettbewerb teil und wurde hinter Terrence Ross Zweiter.
Im Zuge des Neuaufbaus bei den Utah Jazz fielen viele Spielanteile an Evans ab. Er erzielte in der Saison 2013/14 6,1 Punkte und 4,7 Rebounds je Begegnung. Im Jahr darauf spielte er jedoch unter dem neuen Trainer Quin Snyder keine tragende Rolle mehr.
Im Sommer 2015 wechselte Evans zu den Dallas Mavericks. Nach einem Jahr bei den Texaner wechselte Evans im Sommer 2016 zunächst den Indiana Pacers. Er wurde jedoch kurz vor dem Saisonstart entlassen und unterschrieb daraufhin bei BK Chimki in der russischen VTB United League.
Er kehrte 2017 zurück und spielte in der G-League für die Erie BayHawks. Im April 2018 wurde er von den Atlanta Hawks für 10 Tage unter Vertrag genommen und absolvierte ein Saisonspiel. Im Sommer 2018 unterschrieb er bei Darüşşafaka SK Istanbul, hernach kehrte der US-Amerikaner zu BK Chimki zurück.
Im Februar 2021 unterschrieb Evans einen Vertrag bei der italienischen Spitzenmannschaft Olimpia Mailand. Es folgte mit Panathinaikos Athen eine Station bei einer weiteren namhaften Mannschaft des europäischen Basketballsports. 2022/23 spielte er für den aufstrebenden französischen Hauptstadtverein Paris Basketball. Dort war er zunächst Ersatz eines verletzten Spielers und erhielt Anfang Dezember 2022 dann einen Vertrag bis zum Ende der Saison 2022/23.
Im Sommer 2023 wechselte Evans nach Manama (Bahrain). Anschließend spielte er für Nagasaki Velca in Japan.

## Erfolge und Auszeichnungen
- Griechischer Superpokalsieger: 2021
- Sieger des NBA-Slam-Dunk-Wettbewerbs 2012